# Religion cananéenne
La religion cananéenne désigne le groupe d'anciennes religions sémites pratiquées par les cananéens vivant dans le levant depuis l'âge du bronze jusqu'aux premiers siècles de l'ère commune. Les religions cananéennes furent polythéistes, et parfois monolatristes.